# Freyberg (Apfel)
Freyberg ist eine Sorte des Kulturapfels. Der Apfel entstand bei den Kreuzungsversuchen des Neuseeländers James Hutton Kidd, der versuchte, den Geschmack europäischer und das Aussehen und den Ertrag amerikanischer Äpfel zu kombinieren. In Geschmack und Aussehen ähnelt er seiner Vatersorte Golden Delicious. Ähnlich wie bei Golden Delicious, und anders als Cox Orange, seiner Muttersorte, ist Freyberg vergleichsweise einfach im Anbau und liefert hohe Erträge.
Nach einem ersten Erfolg mit Kidds Orange Red versuchte sich Kidd die letzten Jahrzehnte seines Lebens an ähnlichen Züchtungen. Nach seinem Tod 1945 gelangten mehrere hundert Sämlinge an das neuseeländische Department for Science and Industrial Research, das die Bäume großzog und zum Fruchtertrag brachte. Der Sämling Nr. 21 war einer der vielversprechendsten und gelangte schließlich unter dem Namen Freyberg in den kommerziellen Handel.
Der Apfel ist mittelgroß und hat eine ähnlich grün-gelbliche Grundfarbe wie Golden Delicious. Der Apfel ist rund und tendiert zum konischen. Nach Einschätzung des Departments war der Apfel nicht ganz so gut aussehend wie der Golden Delicious, glänzte aber dafür durch ein glänzenderes Aroma. Obwohl er für den kommerziellen Anbau geeignet erschien, empfahl das Institut ihn nicht für Anbau im großen Stil, da er direkt mit Golden Delicious konkurriert hätte.
Der Baum trägt regelmäßig und kräftig. In den 1960ern war er im Versuchsanbau für den kommerziellen Anbau in Deutschland. Allerdings ist in Deutschland die Wachstumsperiode zu kurz, als dass der Apfel ausreifen könnte.
Benannt ist der Apfel nach Bernard Freyberg, 1. Baron Freyberg, dem Generalgouverneur Neuseelands von 1946 bis 1952.
Der Apfel ist diploid und befruchtet sich nicht selbst.